# Stadsrechten

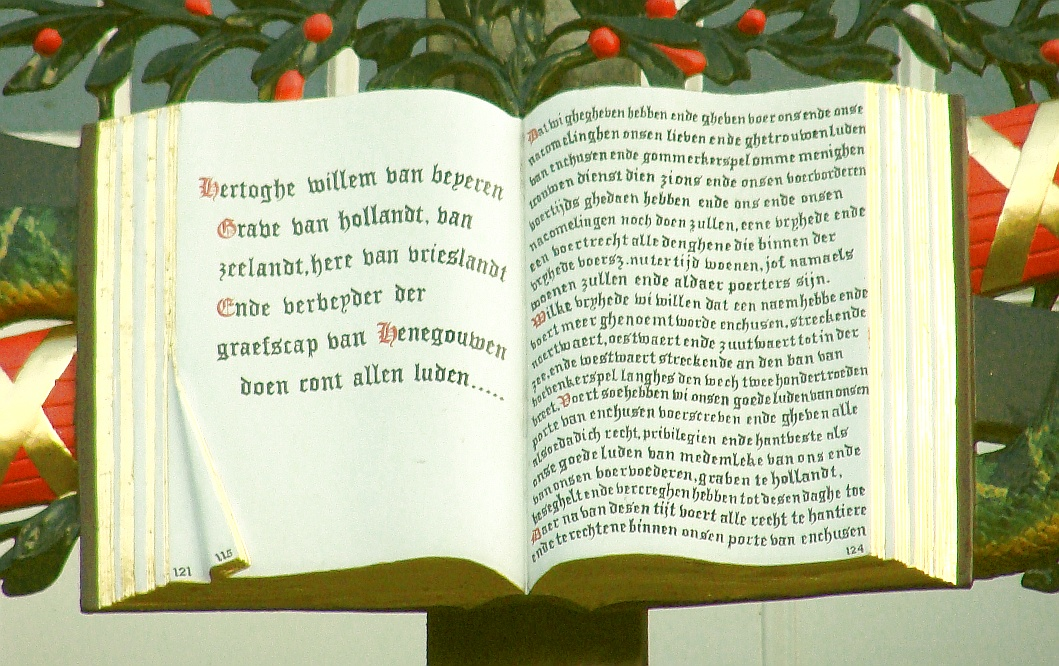
Houtsnijwerk aan stadhuisgevel te Enkhuizen met tekst van oorkonde waarmee graaf Willem V van Holland de nederzetting in 1356 stadsrechten gaf

Stadsrechten waren in het middeleeuwse Europa bijzondere rechten en privileges die aan een plaats konden worden toegekend door de eigenaar of bezitter van de grond waarop de nederzetting zich bevond. Verlening van deze rechten maakte deel uit van het zogenaamde leenstelsel, waarbij grootgrondbezitters als een vorst of bisschop, een deel van hun eigendomsrechten in bruikleen gaven in ruil voor allerlei verplichtingen en diensten als politieke en militaire steun. Aanvankelijk werd vooral het bezit over een stuk grond in leen gegeven met het recht de grond te bewerken en een deel van de opbrengst te houden, later werden allerlei andere mogelijke rechten verleend. In Europa komen stadsrechten voornamelijk voor in de gebieden waar de Romeinse politieke structuur compleet was weggevaagd na de Grote Volksverhuizing van de late oudheid. In Spanje, Italië en Zuid-Frankrijk is het fenomeen minder duidelijk aanwezig, omdat hier veel steden, weliswaar kleiner, intact bleven.
Over het gebruik van enkelvoud (stadsrecht) of meervoud (stadsrechten) vindt men in de literatuur verschillende opvattingen. Enerzijds kan men betogen dat er geen sprake is van één stadsrecht: aan een nederzetting en haar inwoners konden meerdere rechten worden toegekend zoals marktrecht, tolrecht en het recht om een stadsmuur te bouwen. In een afzonderlijk privilege kon ook het recht op plaatselijke wetgeving (keurrecht) worden verstrekt en het recht om de eigen schout en stadsbestuurders te benoemen. Anderzijds ging het voor de stedelingen uiteindelijk in essentie om het recht van hun stad op eigen regelgeving en eigen rechtspraak. Aan burgers werd het recht verleend hun zaak te bepleiten voor een rechtbank van "gelijken" in plaats van onderworpen te zijn aan het recht van en rechtspraak door de landsheer.
Stadsrechten waren een fase in de ontwikkeling van feitelijke en juridische (bestuurs-)systemen in Europa. Met de afbrokkeling van het feodaal stelsel, versterkt door de Franse revolutie eind 18e eeuw, en het toenemende belang dat werd gehecht aan een centrale (rechts-)staat, kwam er een einde aan de stelsels waar steden eigen rechten hadden op grond van een contract met de grondeigenaar, die van elkaar, en van het omliggende land konden verschillen. Wel kregen gemeentes vaak op grond van nationale wetgeving allemaal het recht eigen regels en verordeningen vast te leggen, een eigen stadsbestuur te kiezen etc.
Er bestonden vergelijkbare rechten in oude culturen, zoals die van Mesopotamië, waar men de kidinnutu kende en van het oude Rome, waar bepaalde inwoners het bestuur mochten kiezen en er aan mochten deelnemen.

## Geschiedenis

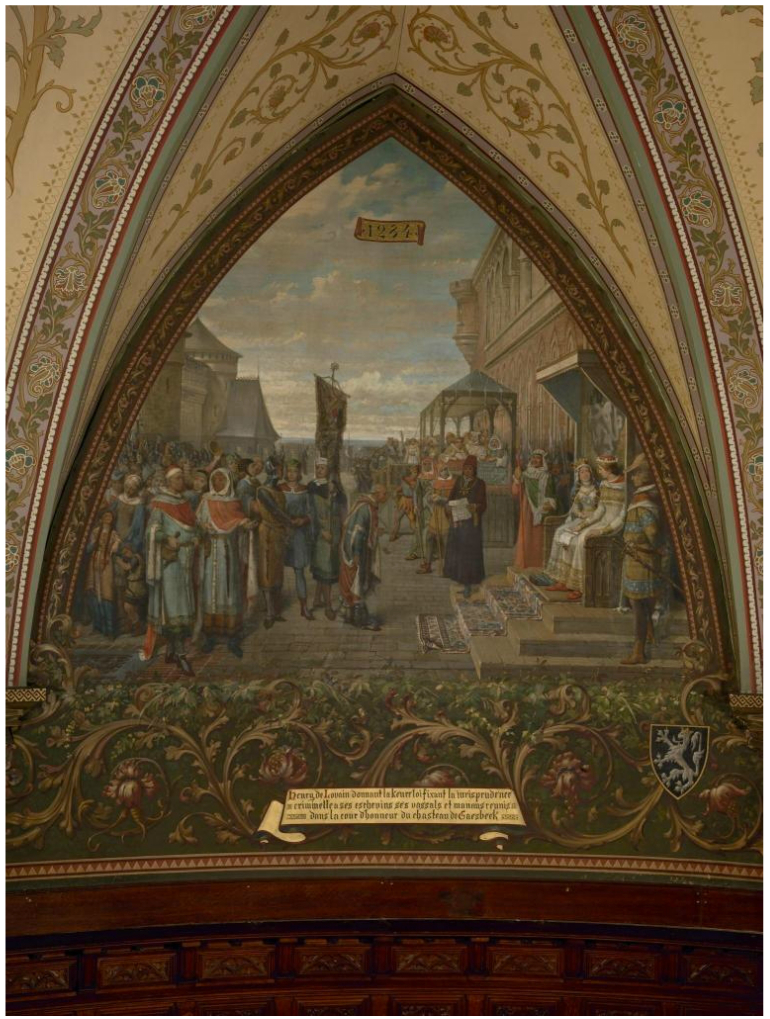
Victor Lagye - Gaasbeek ontvangt haar eerste stadsprivileges

### Grootgrondbezitters
Vanaf het jaar 1000 werden privileges door grootgrondbezitters als landsheren en bisschoppen aan nederzettingen verstrekt (soms ook keure genoemd). Het ging hier om voorrechten en bepaalde vormen van autonomie, bijvoorbeeld met betrekking tot regelgeving en rechtspraak of het houden van markten. Het verkrijgen van stadsrechten kon op grofweg twee manier gebeuren:
- Het initiatief kon liggen bij de plaatselijke grootgrondbezitter of heer, die door grotere vrijheid de economische ontwikkeling van zo'n plaats wilde stimuleren en daarmee extra eigen inkomen wilde genereren, of die, gedwongen door geldnood, een privilege te koop aanbood. Dit patroon kwam vooral voor in economisch minder ontwikkelde gebieden, zoals het Sticht, Groningen, Friesland en Holland. In de 16e eeuw, het einde van de traditionele stadsrechten in de Lage Landen, is het een veelvoorkomend fenomeen.
- Het initiatief kon liggen bij de nederzettingen. Deze boden de besturend heer hoge geldbedragen voor de toekenning van bepaalde rechten of ze trokken te strijde. Dit patroon is vooral in Vlaanderen, Brabant, Gelre en Zeeland wijdverbreid geweest, waar veel rijke en dichtbevolkte steden lagen.

Stadsrechten waren zowel een positieve als een negatieve ontwikkeling voor de feodale machthebbers. Positief omdat zij inkomsten opleverden (hoewel vaak eenmalig) en konden bijdragen tot de economische ontwikkeling van het gebied, en door belastingheffing voor de heer - en negatief omdat de lokale heer een deel van zijn macht kwijtraakte. Omgekeerd boden stadsrechten voor de bewoners van een plaats veelal mogelijkheden voor een positieve langetermijnontwikkeling.

### Omwenteling
In de loop der tijd verschoof de macht binnen de graafschappen en hertogdommen in de Nederlanden langzaamaan van de landheren (adel) naar de burgerij. Het begin van deze ontwikkeling vond plaats in Vlaanderen, waar enkele van de meest welvarende steden uit de middeleeuwen lagen, zoals Brugge, Gent, Ieper, Rijsel en Dowaai, rijk geworden met de lakenindustrie. Deze steden streefden naar onafhankelijkheid van de graaf van Vlaanderen en van de aristocratie onder andere door steeds meer stadsrechten te verlangen. Na de slag om Kortrijk, bekend als Guldensporenslag in 1302, gewonnen door burgers die met eenvoudige wapens vochten tegen een leger van goed uitgeruste ridders, was de graaf feitelijk tot een speelbal van de rijke steden geworden.
Naarmate meer steden stadsrechten verkregen, ontstond er een streven naar uniformiteit door de grote hoeveelheid afwijkende rechten die waren verleend. In latere perioden is dan ook te zien hoe nieuwe steden het 'rechtenpakket' van een oudere stad krijgen toegewezen. Ook kon het gebeuren dat de rechten omgeschreven werden naar die van een andere stad. Dit is bijvoorbeeld gebeurd bij 's-Hertogenbosch, dat op een gegeven moment stadsrecht kreeg naar het recht van Leuven.
Daarbij golden de rechten van de oudste of voornaamste stad binnen een gewest (graafschap, hertogdom of bisdom) meestal als voorbeeld voor de rechten van andere steden in dat gewest. Wanneer in een dochterstad juridische onenigheid ontstond, ging men op "stedenvaart" of "hoofdvaart" naar de moederstad om daar uitleg van het recht te vragen.
In de laatste honderd jaar van het traditionele stadsrecht, ruwweg de 16e eeuw, had de adel reeds veel aan macht ingeleverd. Desalniettemin probeerden deze edelen nog wel het meeste profijt uit de privilegehandel te halen, zodat nog veel steden in deze periode hun rechten sneller en relatief goedkoper verkregen dan voorheen.

## Rechten

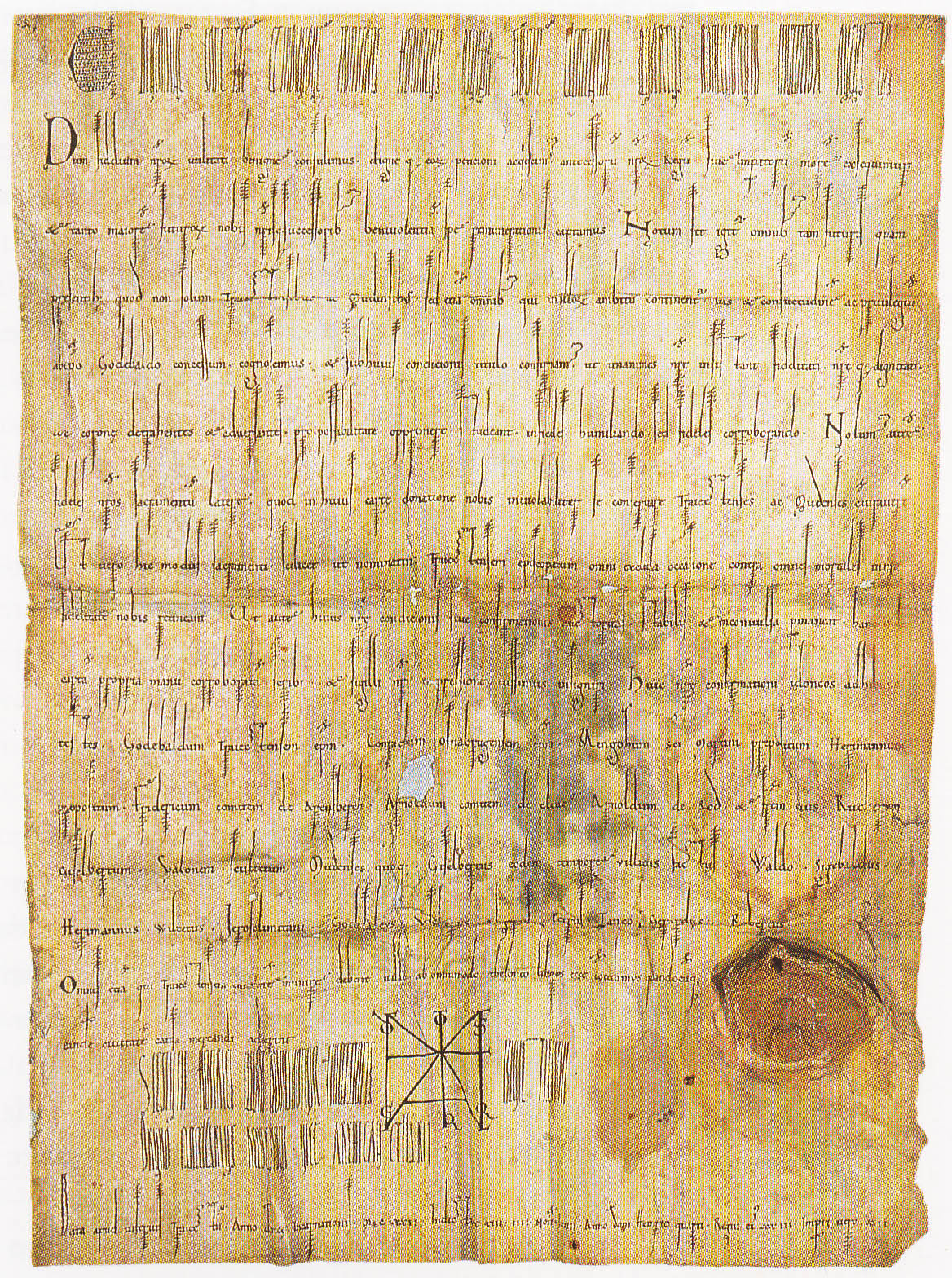
Oorkonde over verlening marktrecht aan de nederzetting Utrecht uit 1122

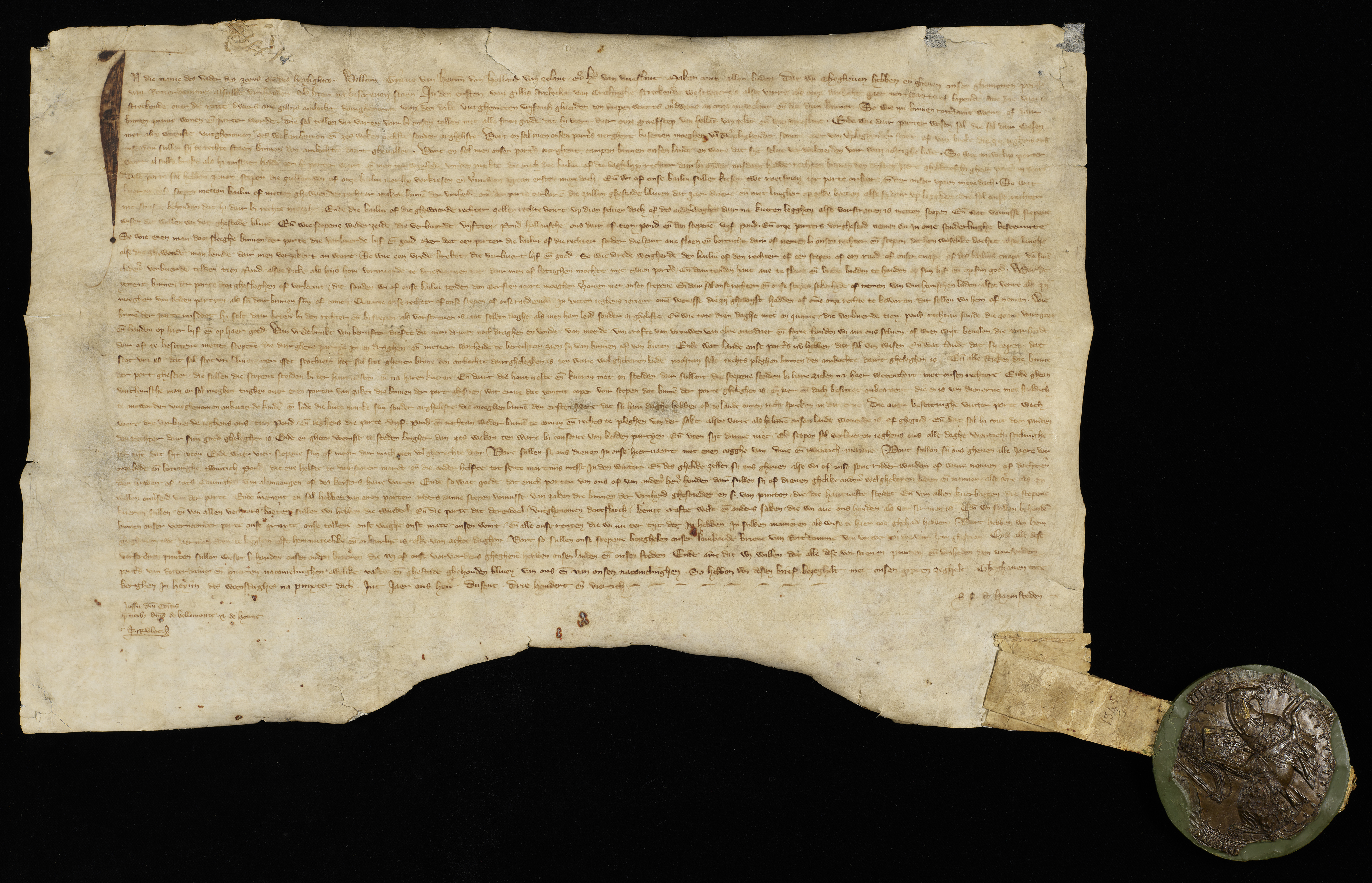
Stadsrechten Rotterdam 7 juni 1340

Stadsrechten hadden betrekking op zaken als:
- Bestuur: de (gegoede) burgerij kon soms zelf de bestuurders kiezen die in het stadsbestuur zitting moesten nemen.
- Wetgeving/Rechtspraak: binnen aangegeven grenzen was de stad vrij om zelf plaatselijk geldende wetgeving op te stellen. De stad werd hierdoor in juridische zin uit het omliggende grondgebied gelicht waar de wetten, regels en het gewoonterecht van de landsheer en aanvullend van zijn keizer gold. Een grondgebied waar één stelsel aan rechtsregels geldt wordt jurisdictie genoemd.
- Belastingen: Het stadsbestuur verwierf het recht om binnen de eigen grenzen belastingen op te leggen aan ingezetenen.
- Privileges:
  - Stadsmuren: het recht om een muur rondom de stad te bouwen.
  - Marktrecht: het recht om markt te houden (en daarvoor te laten betalen).
  - Stapelrecht: het recht om bepaalde handelsgoederen als eerste te mogen stapelen en verkopen.
  - Tolrecht: het recht om tol te heffen, eigen burgers waren daarvan veelal vrijgesteld wat bijdroeg tot de aantrekkelijkheid als vestigingsplaats.
  - Muntrecht: enkele steden waren vrij hun eigen geld te slaan.
  - Waagrecht: het recht om goederen te wegen in een waag.
- Burgerrechten: bij de toekenning van stadsrechten, of op grond van eigen regelgeving, werd bepaald welke personen als burger van een bepaalde stad golden. Bijvoorbeeld alle personen die minstens een jaar aan een bepaald adres in de stad waren ingeschreven en daar ook daadwerkelijk hadden gewoond. Zodra men juridisch als burger of poorter kon worden beschouwd, had men bepaalde rechten en plichten, zoals:
  - het recht binnen de stad handel te drijven
  - vrijstelling van plaatselijke belastingen als marktbelasting
  - het recht in de leer te gaan en een beroep uit te oefenen

### Landrecht en stadsrecht(en) buiten de stad
Het gebied buiten een stad kon soms landrecht krijgen. Zo kregen Kennemerland en West-Friesland van de graven van Holland een landrecht. Doorgaans gold wel dat stadsrecht voor landrecht ging. Een wigbold was een gebied buiten een stad waar het stadsrecht gold. De benaming kwam voor in Oost-Nederland en sommige Duitse streken. De privileges van marktrecht en rechtspraak zonder wetgeving werden ook veelvuldig aan andere plaatsen, dorpen vergeven. Zo kon buiten de steden ook op kleinere schaal gehandeld en rechtszekerheid geboden worden.

## Bijzonderheden

### Verbod van slavernij - Amsterdam, Antwerpen
De steden Amsterdam en Antwerpen konden hun eigen regels opstellen. Vanaf 1644 bevatten de Amsterdamse Costumen en Keuren een bepaling die gelijk luidde aan een bepaling uit Antwerpen: Binnen der Stadt van Amstelredamme ende hare vrijheydt, zijn alle menschen vrij, ende gene Slaven. In het tweede artikel is opgenomen dat degene die 'tegens haeren danck' in slavernij gehouden werd, zelf om vrijheid moest vragen bij het stadsbestuur; deed je dat niet, dan trad er niemand op. Het betekende dus niet dat er geen personen als slaaf werden gehouden. Gevolg van de bepaling was, dat mensen die tot slaven waren gemaakt probeerden naar Amsterdam te komen om zich zo te bevrijden.

## Stadsrechten in de Republiek
Met de groei van de centrale staat kwam er langzaam een einde aan het systeem van feodale stadsrechten. In de noordelijke Nederlanden werden de laatste stadsrechten verleend in 1586 (Willemstad, Noord-Brabant). Die werden verleend door graaf Maurits van Nassau, de latere prins van Oranje, niet in zijn hoedanigheid van stadhouder, maar als markies van Bergen op Zoom. 
In de periode van het bestaan van de Republiek verwierf alleen Blokzijl (1672) nog een stadsrecht (deze werden in 1675 weer ingetrokken aangezien deze onbevoegd verleend waren door prins Willem III). Na de Bataafse Revolutie (1795) werden gemeentes naar Frans voorbeeld vormgegeven en verloor het stadsrecht zijn betekenis.

## Nederland na 1813
Hoewel de bevoegdheden van de steden na 1813 gedeeltelijk werden hersteld, kregen ze niet alle bevoegdheden terug die zij voordien bezeten hadden: rechtspraak en wetgeving werden steeds meer een zaak van het centraal gezag. Plaatselijk bestuur, plaatselijke verordeningen en politie bleven gemeentezaak, nu universeel geldend voor alle gemeenten op basis van nationale wetgeving.
Wel behielden de steden het recht op eigen bestuursreglementen en waren ze van 1814 tot 1850 vertegenwoordigd in de nieuw ingestelde Provinciale Staten. Een belangrijk verschil was verder dat de raadsleden in de steden door de stemgerechtigde burgers werden verkozen, terwijl de besturen van plattelandsgemeenten van hogerhand werden benoemd.
Een handvol kleinere steden en grotere plaatsen die pas in de 17e en 18e eeuw tot bloei waren gekomen, kregen eveneens zitting in de Provinciale Staten. Dit betrof in Holland naast Vlaardingen, Weesp, en Woerden met de nieuwkomers Den Haag, Maassluis en Zaandam; in Gelderland ging het om Nijkerk. Hetzelfde gold voor steden en grotere plaatsen die eerder niet tot het territorium van de Republiek of tot de Generaliteitslanden werden gerekend, namelijk in Utrecht IJsselstein, in Gelderland Culemborg, in Zeeuws-Vlaanderen Axel, Hulst en Sluis, in Drenthe de nieuwkomers Assen, Coevorden en Meppel, in Noord-Brabant Bergen op Zoom, Breda, Den Bosch, Eindhoven, Grave, Geertruidenberg, Heusden en Willemstad, alsmede de nieuwkomers Oosterhout en Tilburg, in Limburg Maastricht, Roermond, Sittard, Venlo en aanvankelijk ook Helmond, verder vanaf 1818 Weert. De provincie Holland werd in 1840 gesplitst in Noord- en Zuid-Holland.
Zeventien kleinere steden en plaatsen in Overijssel werden wel erkend als stad, maar kregen geen stem in het provinciale bestuur. Hetzelfde gold voor zes kleinere steden in Zeeland en vanaf 1819 voor drie plaatsen in Groningen, namelijk Appingedam, Delfzijl en Winschoten.  In Holland werden Muiden en Naarden alsnog als stad erkend, terwijl ook Delfshaven in 1825 tot stad werd verheven. Ook de nieuwkomers Delfzijl en Winschoten kregen in 1825 een eigen stedelijk reglement.
Een handvol kleinere stadjes werd in het dagelijks spraakgebruik in de 19e eeuw nog altijd als stad aangeduid, hoewel er geen sprake meer was van stedelijke rechten. De overige grotere plaatsen werden in de regel nog aangeduid als vlek, net als veel plaatsen die pas onlangs stedelijke rechten hadden gekregen.

## Gemeentewet
Na de Grondwetsherziening van 1848 en de invoering van de Gemeentewet van 1851 is het verschil tussen dorpen en steden definitief komen te vervallen.
De gemeentewet regelt dat lokale (gemeentelijke) besturen nog ruimte hebben voor eigen beleid, maar binnen de door het centrale gezag gestelde kaders en voorwaarden. Daarnaast heeft de gemeente in verschillende gevallen beleidsvrijheid bij het uitvoeren van Rijkswetgeving. Voorbeeld: de Financiële-verhoudingswet waarvan de eerste tekst uit 1897 stamt en welke in de loop der jaren meerdere malen is herzien. Deze wet streeft ernaar dat elke Nederlander in elke gemeente een vergelijkbaar basisvoorzieningenniveau kan verwachten.
Stadsrechten die in het begin van de 19e eeuw nog zijn gegeven zijn niet te vergelijken met die uit de Middeleeuwen en meer symbolisch van aard. Door sommigen worden Den Haag en Assen niet als stad beschouwd, omdat deze plaatsen hun stadsrechten tussen 1806 en 1813 kregen, ten tijde van het Koninkrijk Holland en de inlijving van de Nederlanden bij Frankrijk.